# Tuono blu (serie televisiva)
Tuono blu (titolo originale Blue Thunder) è un telefilm di genere avventuroso con elementi fantascientifici prodotto nel 1984 per un totale di 11 episodi.
La serie televisiva traeva spunto dal film Tuono blu interpretato da Roy Scheider.
Anche nel telefilm, il protagonista era un poliziotto assegnato a un reparto volo, che pilotava un elicottero sperimentale altamente sofisticato in realtà derivato dall'Aérospatiale SA 341 Gazelle. 
Nel telefilm si perde la connotazione politica, diventando un telefilm d'azione.

## Episodi
| nº | Titolo originale           | Titolo italiano      | Prima TV USA     |
| -- | -------------------------- | -------------------- | ---------------- |
| 1  | Second Thunder             | Secondo tuono        | 6 Gennaio 1984   |
| 2  | A Clear and Present Danger | Pericolo immediato   | 13 Gennaio 1984  |
| 3  | Arms Race                  | Corsa agli armamenti | 20 Gennaio 1984  |
| 4  | Revenge in the Sky         | Vendetta nel cielo   | 27 Gennaio 1984  |
| 5  | Trojan Horse               | Cavallo di Troia     | 3 febbraio 1984  |
| 6  | Skydiver                   | La paracadutista     | 24 febbraio 1984 |
| 7  | Clipped Wings              | Ali spezzate         | 2 Marzo 1984     |
| 8  | Payload                    | Il carico            | 9 Marzo 1984     |
| 9  | The Long Flight            | Un lungo volo        | 16 Marzo 1984    |
| 10 | The Godchild               | Il figlioccio        | 23 Marzo 1984    |
| 11 | The Island                 | L'isola              | 16 Aprile 1984   |